# Beltane

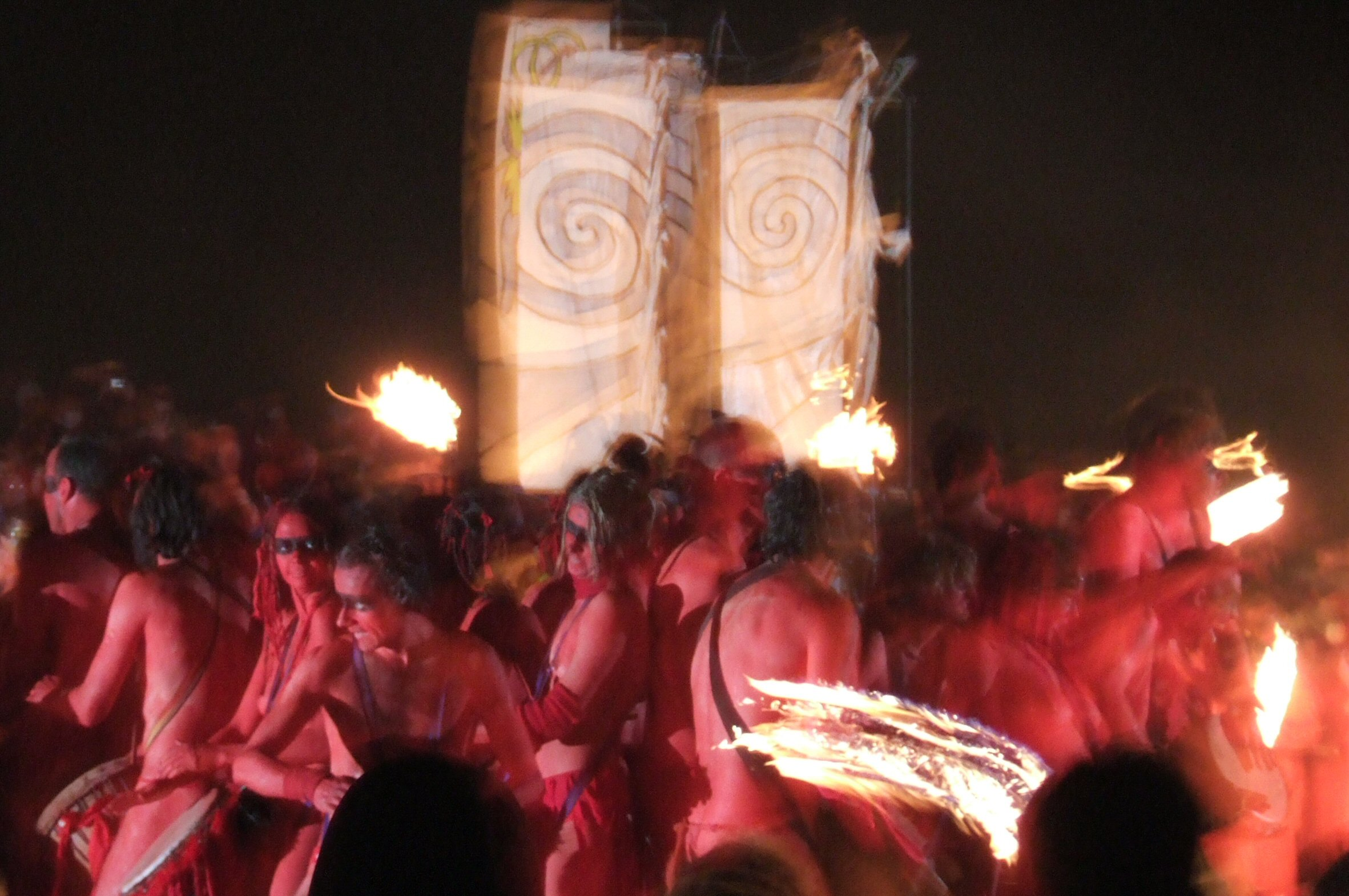
Beltane de 2006

Beltane, Beltain ou Bealtaine é um festival celta, ainda comemorado nos dias atuais, reconhecido nas comemorações da Festa da Primavera, mas que originalmente marcava o início do Verão.  É celebrado a 1 de Maio no hemisfério norte e 31 de outubro no hemisfério sul.
O Beltane é o mais alegre dos festivais celtas, onde os participantes dançam, e se alegram nas voltas da fogueira.
Oposto ao festival Samhain, o Beltane é um festival da fertilidade, simbolizando a união entre as energias masculina e feminina, a fertilidade da terra e os fogos do deus celta Belenos, e toda sua energia e luz.
Durante o festival, eram acesas fogueiras nos topos dos montes e lugares considerados sagrados, sendo um ritual importante nas terras celtas. 
E como tradição, as pessoas queimavam oferendas como, por exemplo, totens para que o poder do fogo fosse passado ao rebanho e, pulavam as fogueiras para que se enchessem das mesmas energias poderosas.
Representa o início do Verão e marca o término do Inverno, sendo comemorado com danças e banquetes. Em Portugal, a Festa das Maias é um vestígio desse festival celta.
Ocorre em 1 de Maio no Hemisfério Norte e 31 de outubro no Hemisfério Sul.
Na obra "As Brumas de Avalon" de Marion Zimmer Bradley, é relatada a festividade, mas deve se lembrar que em épocas remotas a sexualidade dispunha de um lugar de destaque e de pouco pudor, pois como mencionam-se em muitos textos, é a celebração da fertilidade. 
A fertilidade nesta celebração consta como o desabrochar da Primavera, com o abrir das flores, as sementes e a vida da prole considerada no Reino Animal. Uma festa que deve ser regada de muita alegria, com danças, coroas de flores e um banquete que valoriza os alimentos da época e principalmente a fogueira, ou algo representando o fogo. Para que possamos deixar que este elemento livre-nos das doenças e que reinicie a vida, na forma primordial, simples e pura. 
Muitos grupos que seguem a espiritualidade céltica ainda celebram este festival, assim como o outro.